# Cerrophidion petlalcalensis
La nauyaca del cerro Petlalcala (Cerrophidion petlalcalensis) es una especie de serpiente de la familia Viperidae. El nombre específico es derivado del Cerro de Petlalcala, el pico de montaña donde esta nueva especie de Cerrophidion fue colectada por primera vez. El nombre de la montaña es una modificación del Nahuatl petlatl que se refiere a la palabra en español petate y coatl que significa serpiente.

## Clasificación y descripción
Es una serpiente de fosetas terrestre y moderadamente robusta no rebasa los 50 cm de longitud total y la mayoría de los adultos son entre 30-40 cm. La cual constituye menos del 13% de la longitud total. El color del dorso es café oscuro rojizo o café grisáceo. Las manchas dorsales son café oscuro y forman un patrón de zigzag que se extiende a lo largo del cuerpo y son de 5-7 escamas de ancho. Posee 21-32 manchas laterales de color café oscuro están bordeados con blanco, son de 1-3 escamas de ancho y se extienden de las hileras de escamas 4-5 de la hilera paravertebral.

## Alimentación
De  esta especie  se  sabe  relativamente  poco de  su  historia  natural,  y  respecto a su dieta solo habían identificado anfibios y mamíferos. Se   conoce   que   se   alimenta   de   salamandras   de   la familia Plethodontidae,  ranas  del  género  Craugastor  y  musarañas  del  género  Cryptotis. Ahora se sabe que también se alimenta de lagartijas del género Sceloporus y de otras serpientes (quizá otros vipéridos).

## Distribución
Este de México. Esta especie es conocida solamente de la localidad tipo en el oeste de Veracruz en la cara norte del Cerro de Pletlalcala en el municipio de San Andrés Tenejapan a unos 2,100-2,300 m s. n. m. de altitud. El rango de C. petlalcalensis podría ir hacia el sureste de Puebla y norte de Oaxaca incluyendo parte de la Sierra de Juárez.

## Hábitat
Bosque de pino-encino. El hábitat alrededor de la localidad tipo está compuesto principalmente por Pinus pseudostrobus y P. patula que alcanzan unos 20-25 m de altura. Muchas especies de Quercus están presentes y también está Alnus acuminata y Clethra sp. de unos 8-10 m de alto.

## Estado de conservación
Se encuentra catalogada como datos insuficientes (DD) en la IUCN.